# História do transporte ferroviário na Bélgica

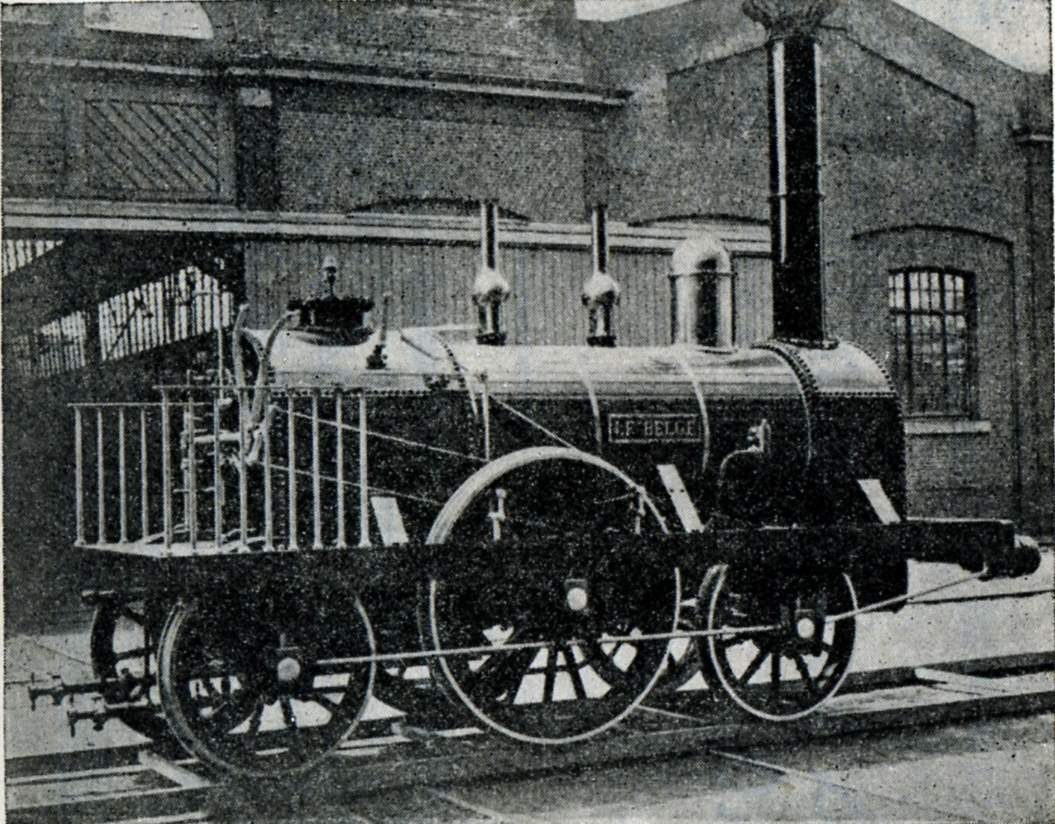
Le Belge ("O Belga"; 1835) foi a primeira locomotiva a vapor construída na Europa continental.

A Bélgica esteve fortemente envolvida no desenvolvimento inicial do transporte ferroviário. A Bélgica foi o segundo país da Europa, depois da Grã-Bretanha, a inaugurar uma ferrovia e produzir locomotivas. A primeira linha, entre as cidades de Bruxelas e Mechelen, foi inaugurada em 1835. A Bélgica foi o primeiro estado da Europa a criar uma rede ferroviária nacional e o primeiro a possuir um sistema ferroviário nacionalizado. A rede expandiu-se rapidamente à medida que a Bélgica se industrializava e, no início do século XX, estava cada vez mais sob controle estatal. As ferrovias nacionalizadas, sob a organização guarda-chuva Companhia Nacional de Ferrovias da Bélgica (NMBS/SNCB), mantiveram seu monopólio até a liberalização nos anos 2000.

## Antecedentes

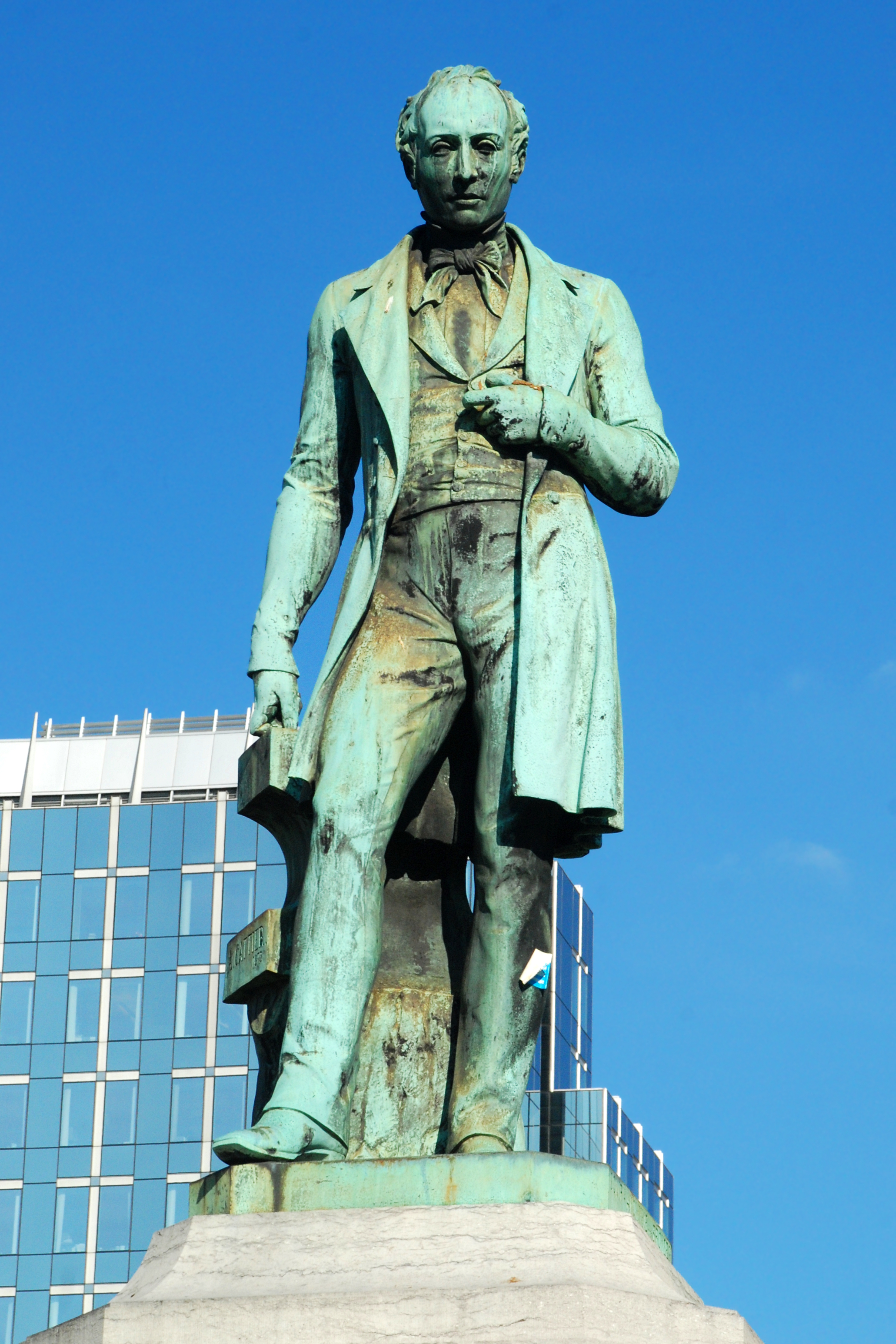
Estátua de John Cockerill em Bruxelas

Tentativas de construir ferrovias na Bélgica precederam significativamente o estabelecimento da primeira linha. Em 1829, o industrialista britânico-belga John Cockerill tentou obter uma concessão do rei holandês Guilherme I para construir uma linha ferroviária de Bruxelas a Antuérpia, sem sucesso. Pouco depois da independência da Bélgica dos Países Baixos, após a Revolução Belga de 1830, abriu-se um debate sobre a conveniência de estabelecer linhas ferroviárias públicas usando as locomotivas a vapor recentemente desenvolvidas na Inglaterra, onde a Stockton and Darlington Railway havia sido concluída em 1825.

### Pós-independência
Após a Revolução Belga de 1830, quando a Bélgica se separou dos Países Baixos, a Bélgica tornou-se um local-chave para o desenvolvimento ferroviário. Em 1831, uma proposta para construir uma ferrovia entre Antuérpia e Colônia (na vizinha Prússia), que ligaria os vales industrializados do Ruhr e do Meuse aos portos do Escalda, foi considerada pela Câmara dos Representantes, mas acabou sendo rejeitada. Em agosto de 1831, no entanto, o governo lançou um levantamento em grande escala (sob a supervisão de Pierre Simons e Gustave de Ridder) de potenciais locais para ferrovias que, esperava-se, ajudariam a regenerar a economia belga. Particularmente em círculos liberais, sentia-se que as ferrovias não serviriam apenas a uma função econômica, mas também eram parte necessária da formação da identidade nacional belga.

## Redes ferroviárias e ferrovias

### Primeiras ferrovias

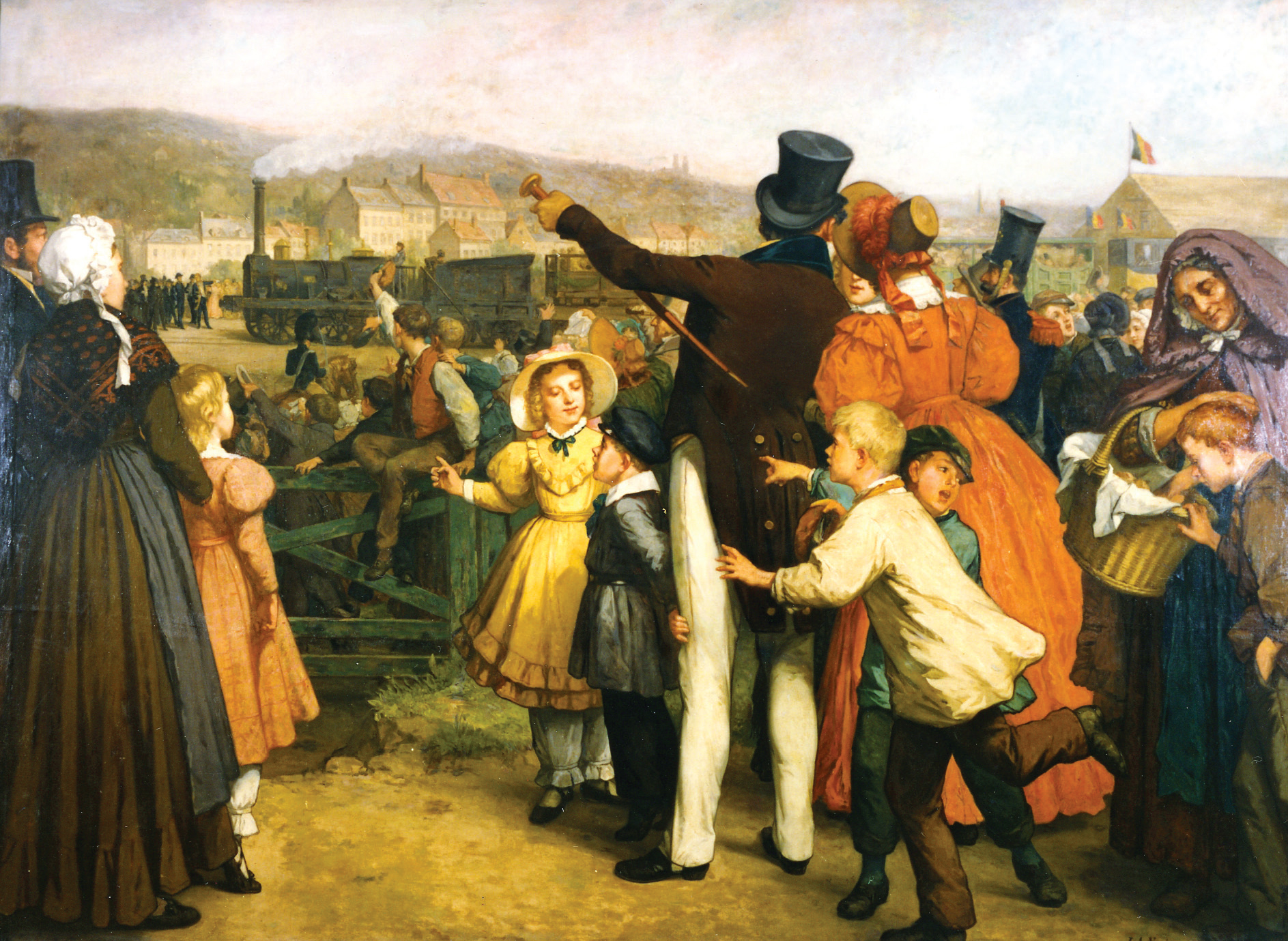
Inauguração da ferrovia Bruxelas-Mechelen em 5 de maio de 1835

Diferentemente do Reino Unido, onde as primeiras ferrovias haviam sido desenvolvidas pelo setor privado, o estado tomou a iniciativa no desenvolvimento das ferrovias na Bélgica, em parte por medo de que grandes bancos, como a Société Générale de Belgique, pudessem desenvolver um monopólio na indústria. Considerando que as ferrovias seriam um importante recurso econômico e que uma rede nacional completa seria necessária, o governo belga foi incomum na época por planejar uma rede nacional antecipadamente, antes que qualquer uma fosse construída.
No início, apenas uma linha foi estudada (a linha entre Antuérpia e a fronteira prussiana). No entanto, o projeto evoluiu rapidamente:
- Em vez de uma linha direta, a linha Antuérpia - Colônia foi redirecionada através de Mechelen (onde uma pequena linha secundária para Bruxelas poderia ser construída), Leuven, Liège e Verviers. Este itinerário era mais longo e mais complicado, mas seria mais lucrativo e geraria mais tráfego;[5]
- Outra linha, partindo de Mechelen, alcançaria Dendermonde, Ghent, Bruges e Ostend, garantindo um acesso seguro ao mar (uma vez que os holandeses eram capazes de bloquear o Escalda, cortando Antuérpia do mar);[6]
- Uma linha em direção ao sul ligaria Bruxelas e Mons, uma cidade industrial no coração do Sillon industriel, antes de cruzar a fronteira francesa[6] (perto de Quiévrain), onde uma linha de conexão poderia alcançar Valenciennes, no norte da França.[7]

Em 1834, o governo belga aprovou um plano para construir uma ferrovia entre Mons e o porto de Antuérpia via Bruxelas, ao custo de 150 milhões de francos belgas. O primeiro trecho da rede ferroviária belga, entre o norte de Bruxelas e Mechelen, foi concluído em 1835 e foi a primeira ferrovia a vapor de passageiros na Europa continental. A linha entre Liège e Ostend significava que o país tinha uma rede ferroviária completa planejada quase desde o início. Em 1836, a linha para Antuérpia havia sido concluída e, em 1843, as duas linhas principais (que formavam uma cruz aproximada norte-sul/leste-oeste) haviam sido finalizadas enquanto duas outras linhas principais (Ghent - Kortrijk - Mouscron - Tournai (com uma linha internacional ligando Mouscron a Lille) - Braine-le-Comte (na linha Bruxelas - Mons) - Manage (perto de La Louvière) - Charleroi - Namur) foram adicionadas a esta rede e concluídas até 1843. Em 1843, cada capital provincial (exceto Arlon e Hasselt) tinha uma estação ferroviária.
As primeiras ferrovias belgas foram fortemente influenciadas por projetos britânicos, e a tecnologia e os engenheiros britânicos foram extremamente importantes. O engenheiro George Stephenson viajou no primeiro trem entre Bruxelas e Mechelen em 1835, e sua empresa forneceu as três primeiras locomotivas (baseadas no design Rocket) usadas na linha. A rápida expansão das ferrovias belgas na década de 1830 foi um dos fatores que permitiram à Bélgica se recuperar de uma recessão econômica que havia experimentado desde a revolução e serviu como uma importante força na Revolução Industrial belga.

### Expansão

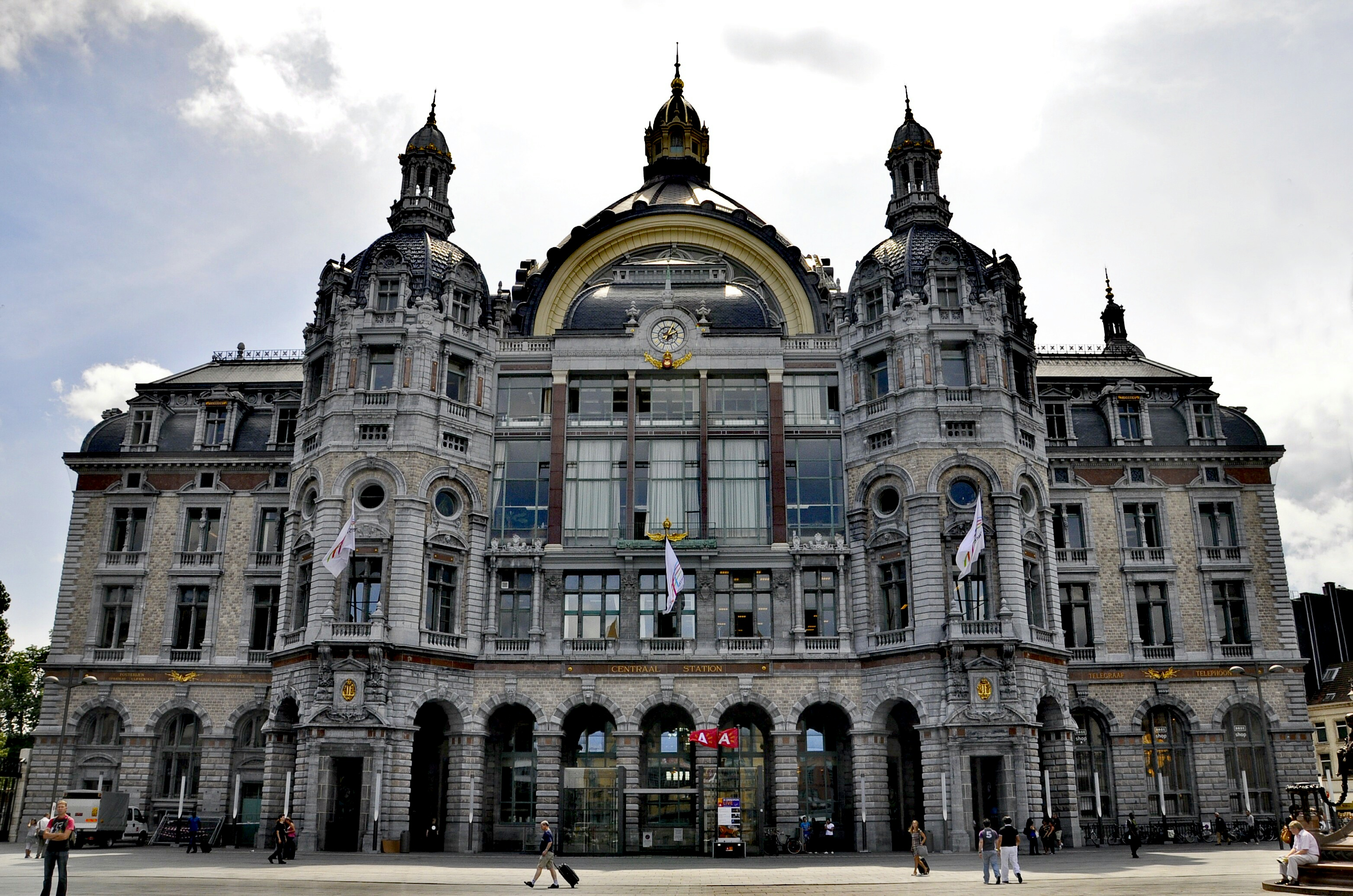
Estação Antuérpia-Central, construída entre 1895 e 1905

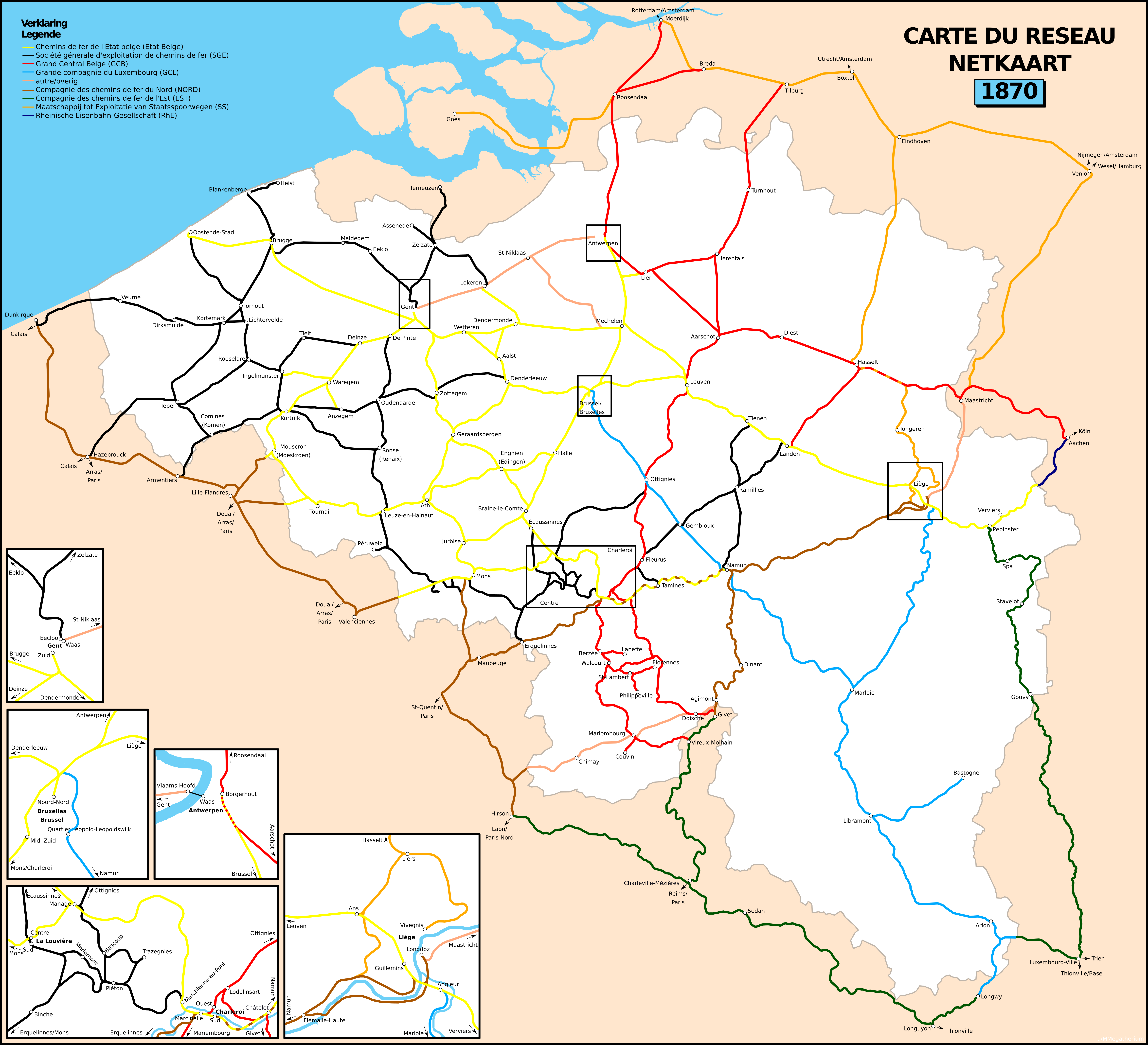
Mapa da rede ferroviária belga em 1870

Na França e na Alemanha, empresas privadas rapidamente construíram conexões para as linhas internacionais belgas, conectando as cidades de Lille, Valenciennes (na França), Colônia e Aachen (na Prússia) à rede belga entre 1842 e 1843.
Apesar do fato de que muito poucas linhas (47,7 km) foram construídas pelas Ferrovias do Estado Belga entre 1845 e 1870, o desenvolvimento subsequente da rede ferroviária foi amplamente organizado pelo estado, em vez de por empresas privadas. Várias linhas foram construídas por empresas privadas, notavelmente a linha de Namur a Liège, construída em 1851, em um arrendamento de noventa anos que as devolveria ao governo após o período expirar. Muitas das linhas principais eram operadas pelas Ferrovias do Estado Belga. Em dez anos após sua primeira ferrovia, a Bélgica tinha mais de 560 quilômetros (350 mi) de linhas ferroviárias, 80 estações, 143 locomotivas e 25.000 peças de material rodante. A primeira linha de telégrafo elétrico da Bélgica foi instalada em 1846 ao longo da ferrovia Bruxelas-Antuérpia. Diferentemente dos canais, que tornavam o comércio interno muito mais fácil do que o internacional, as ferrovias também impulsionaram as empresas belgas a exportar seus produtos para o exterior. O sucesso das ferrovias intensificou tanto a industrialização belga quanto consolidou a posição de Antuérpia como um dos principais portos da Europa.

### Propriedade, nacionalização e eletrificação

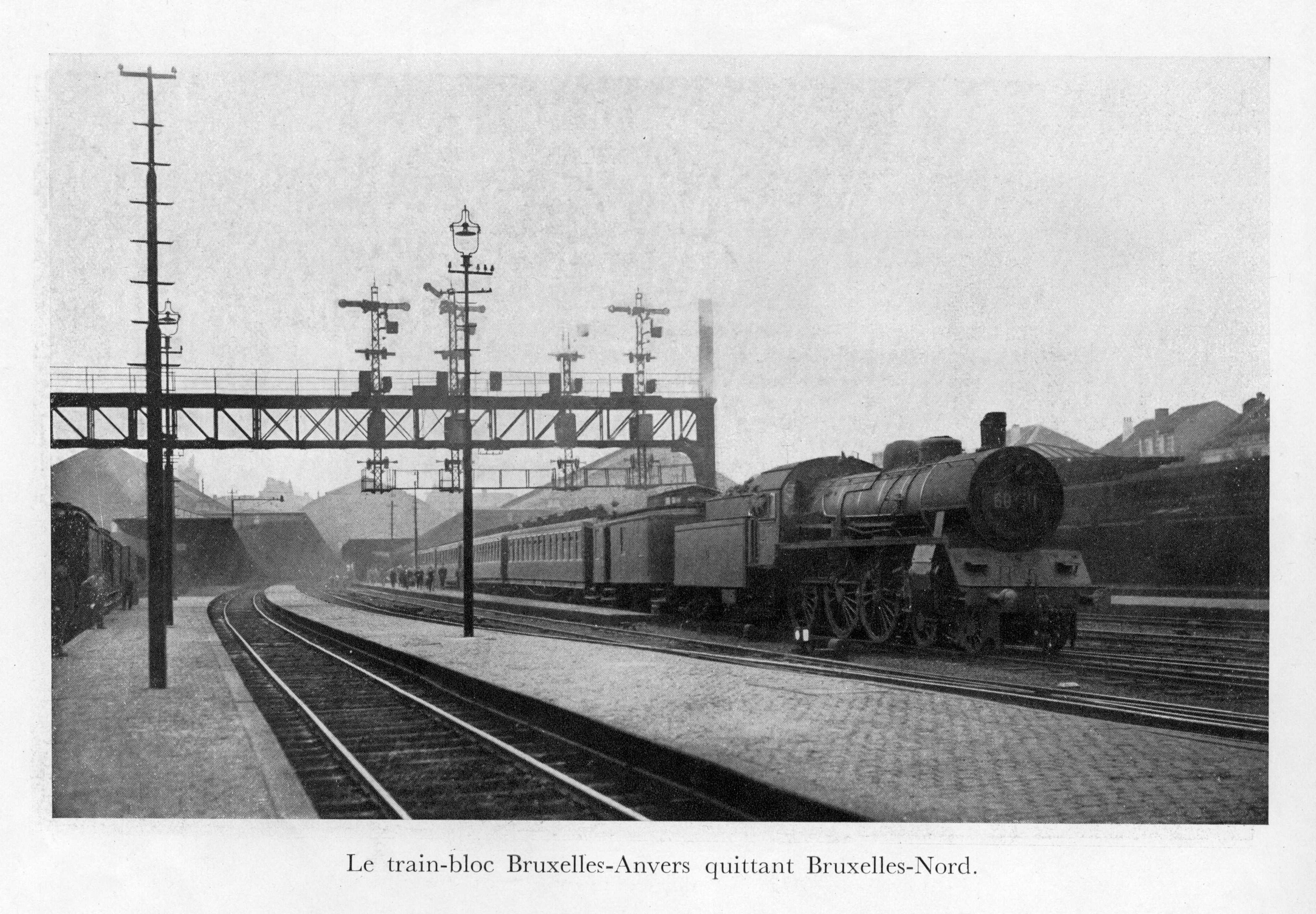
Um trem para Antuérpia saindo da estação Bruxelas-Norte na década de 1920

O governo belga resistiu às tentativas de empresas estrangeiras de comprar ativos ferroviários na Bélgica. No inverno de 1868, em um contexto de ameaças francesas à Bélgica e Luxemburgo sob o governo de Napoleão III, a francesa Compagnie des chemins de fer de l'Est tentou comprar numerosas linhas ferroviárias situadas no sul e leste da Bélgica, nas províncias de Liège, Limburg e Luxemburgo. O estado belga, sob o comando de Leopoldo II, sentiu que a aquisição representava uma ameaça militar e política e interveio para impedir a venda em 1869. Uma intervenção diplomática britânica fez Napoleão recuar, encerrando assim esta Crise Ferroviária Belga.
Em 1870, o estado belga possuía 863 quilômetros (540 mi) de linhas ferroviárias, enquanto as empresas privadas possuíam 2 231 quilômetros. De 1870 a 1882, as ferrovias foram gradualmente nacionalizadas. Em 1912, 5 000 quilômetros eram propriedade do estado, em comparação com 300 quilômetros (190 mi) de linhas privadas. A nacionalização completa foi considerada na época, mas não foi promulgada até 1926, quando a Companhia Nacional de Ferrovias da Bélgica (SNCB-NMBS) foi iniciada, substituindo os anteriores Chemins de fer de l'État belge. Em 1958, a rede era completamente propriedade do estado.
A SNCB-NMBS introduziu pela primeira vez a eletrificação na linha de 44 quilômetros (27 mi) da Bruxelas-Norte à Antuérpia-Central em maio de 1935. O sistema adotado foi o 3 kV DC.
Durante a ocupação alemã na Segunda Guerra Mundial, a SNCB-NMBS foi forçada a participar da deportação de judeus belgas para campos no Leste Europeu como parte do Holocausto.

### Liberalização
Em 2005, a NMBS/SNCB foi dividida em três partes, para facilitar a futura liberalização dos serviços ferroviários de carga e passageiros, de acordo com os regulamentos europeus. Desde então, vários operadores de carga receberam permissões de acesso para a rede belga.

## Ferrovias coloniais e ultramarinas
Numerosas ferrovias foram construídas no Congo Belga sob o domínio colonial belga, formando a base da infraestrutura ferroviária da República Democrática do Congo.
Engenheiros e empresas ferroviárias belgas foram fundamentais na construção de ferrovias na Pérsia, China, Império Otomano e em outros lugares.

## Locomotivas

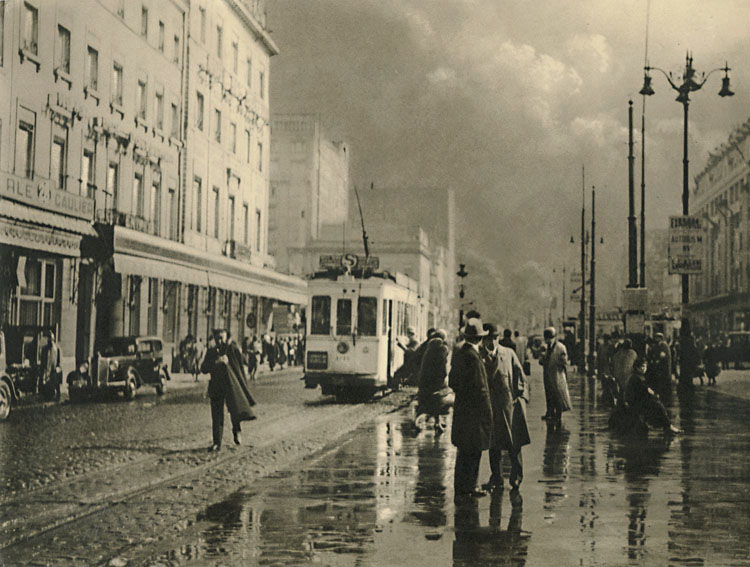
Um bonde de Bruxelas fotografado em 1937 pelo fotógrafo Léonard Misonne

A primeira locomotiva construída na Bélgica, chamada Le Belge, foi construída sob licença pela John Cockerill & Cie. (a principal empresa de fabricação industrial belga na época) de acordo com um design licenciado pela Robert Stephenson & Co. em 1835. Le Belge é considerada a primeira locomotiva produzida na Europa continental. Liderada por empresas como a Cockerill, a Bélgica se tornou um importante centro de design e fabricação de locomotivas antes da Segunda Guerra Mundial. Outras empresas incluíam a Société Anglo-Franco-Belge, La Meuse e os Ateliers de Tubize.
A SNCB-NMBS tradicionalmente denomina suas locomotivas como classes ou tipos.

## Bondes
A Bélgica tem uma longa tradição de bondes como parte do transporte público de suas cidades e vilas. Ela já teve o bonde Vicinal, uma rede de bondes que cobria toda a nação, e cujo comprimento total era maior que a rede ferroviária principal. A maioria desses bondes foi fechada devido ao advento dos carros e ônibus. Hoje, existem sete sistemas de bondes operando no país. A rede em Bruxelas é uma das maiores do mundo e a linha da costa é a linha de bonde mais longa do mundo. Bondes puxados por cavalos operavam desde 1869 e os primeiros bondes elétricos apareceram em 1894.
Os belgas também tiveram papel importante na exportação de componentes de bondes para o exterior. O Barão Empain, um industrial belga e importante investidor em ferrovias, ganhou o apelido de "Rei dos Bondes" pelo trabalho de sua empresa na Rússia, França, China, Egito e Congo, e é talvez mais conhecido por seu trabalho no Metrô de Paris.

## Museus e ferrovias históricas
- Train World, um museu ferroviário em Schaerbeek, Bruxelas, inaugurado em 25 de setembro de 2015,
- Museu do Patrimoine Ferroviaire et Tourisme em Saint-Ghislain, na província de Hainaut,
- Ferrovia a vapor Trois Vallées, uma ferrovia histórica baseada em Treignes, na província de Namur.
- Stoomtrein Maldegem - Eeklo
- Stoomtrein Dendermonde - Puurs
- Museu do Bonde de Bruxelas, uma coleção de bondes históricos em Bruxelas.
- Museu ASVi, um museu de bondes em Thuin, província de Hainaut.